# 巴什托維堡壘
巴什托維堡壘是一座建於中世紀的四方形城堡，位於阿爾巴尼亞中部什昆賓河流入亞得里亞海的出海口附近。該城堡於2017年被阿爾巴尼亞列入世界遺產的預備名單。
巴什托維堡壘位於什昆賓河以北約400公尺的平原上，距亞得里亞海出海口不超過4公里，其距離阿爾巴尼亞中西部的都拉斯亦不超過30公里，被視為極重要的戰略位置。
早在中世紀時，巴什托維曾是重要的貿易港口，也是穀物的出口中心。曾有一段時間，歷史學家對該城堡的起源一直存在爭議，研究人員加耶拉克·卡里卡傑（Gajerak Karikaj）根據施工技術，認為是1467-1478年間威尼斯共和國占領該地時建立的，但歷史學家阿蘭·杜塞利耶則認為威尼斯人是在既有的建築遺址上建造的，而該建築最早可追溯至6世紀，當時該地區屬於拜占庭帝國統治下的查士丁尼王朝時期。
巴什托維堡壘為南北向的方形建築，共有3個出入口。至今仍保存完整的遺跡分別位於北牆、西牆和東牆，高9（30英尺），城堡內部面積為60乘90（200乘300英尺）。而在城堡的北面和東面各有一座圓塔，高12（39英尺）。